# Les Pommes de ma douche
Les Pommes de ma douche, parfois abrégé PMD, est un groupe de jazz manouche français. Il est composé de 5 amis musiciens adeptes de Django Reinhardt qui ont créé leur quintette en 2000. 

## Biographie
Les Pommes de ma douche est formé en 2000. Un premier album, intitulé ... Y va tomber des cordes ! est publié en 2003. Puis l'année suivante, en 2004, ils sortent J'ai connu de vous... Monsieur Trenet. Pour La Guitare, « ce quintet des Pommes de ma Douche  trouve un franc succès lors de la sortie de chaque nouvel album. Leur travail de groupe autour de ce swing festif qu'ils affectionnent est particulièrement fédérateur pour cette musique des années 40 qu'ils rendent divinement gouleyante ».
En 2010, ils sortent leur cinquième album, Five Men Swinging, aux labels Le Chant du monde et Harmonia Mundi. En 2016, ils sortent l'album L'Âme des poètes disparus chez Frémeaux & Associés. En 2021, le quintette joue à l’île d’Or.

## Membres
- Dominique Rouquier — guitare solo
- David Rivière — accordéon
- Laurent Delaveau — contrebasse
- Laurent Zeller — violon
- Éric Eichwald — guitare (depuis 2011)

### Ancien membre
- Pierre Delaveau — guitare (2000—2011)